# Piana
Piana je naselje in občina v francoskem departmaju Corse-du-Sud regije - otoka Korzika. Leta 2007 je naselje imelo 439 prebivalcev.

## Geografija
Kraj leži v zahodnem delu otoka Korzike nad zalivom Porto, 78 km severno od središča Ajaccia.

## Uprava
Piana je sedež kantona Deux-Sevi, v katerega so poleg njegove vključene še občine Cargèse, Cristinacce, Évisa, Marignana, Osani, Ota, Partinello in Serriera z 2.496 prebivalci.
Kanton Deux-Sevi je sestavni del okrožja Ajaccio.

## Zanimivosti
- Calanques de Piana, značilne strmali - kalance nad zalivom Porto, skupaj s sosednjimi ozemlji so pod nazivom Golfe de Porto: calanche de Piana, golfe de Girolata, réserve de Scandola od leta 1983 na UNESCOvem seznamu svetovne kulturne dediščine.